# Федеральный научный центр физической культуры и спорта
Всероссийский научно-исследовательский институт физической культуры и спорта (Москва, ныне ФНЦ ВНИИФК) — российское государственное научное учреждение по проблемам спорта, подготовки спортсменов и спортивной медицины. Основан в 1933 году как ЦНИИФК. Генеральный директор —  Абалян, Авак Геньевич, доктор педагогических наук.

## История
- 1933 — основан как Центральный научно-исследовательский институт физической культуры.
- 1945 — переименован в Центральный научно-исследовательский институт медико-биологических проблем спорта (ЦНИИМС).
- 1966 — преобразован во Всесоюзный научно-исследовательский институт физической культуры (ВНИИФК).
- 1993 — преобразован во Всероссийский научно-исследовательский институт физической культуры и спорта. В этот период (с 1989 по 1995 гг.) директором ВНИИФК являлся Пётр Алексеевич Виноградов.
- 2011 — преобразован в ФГБУ «Федеральный научный центр физической культуры и спорта»[2].

## Структура
Научные подразделения института:

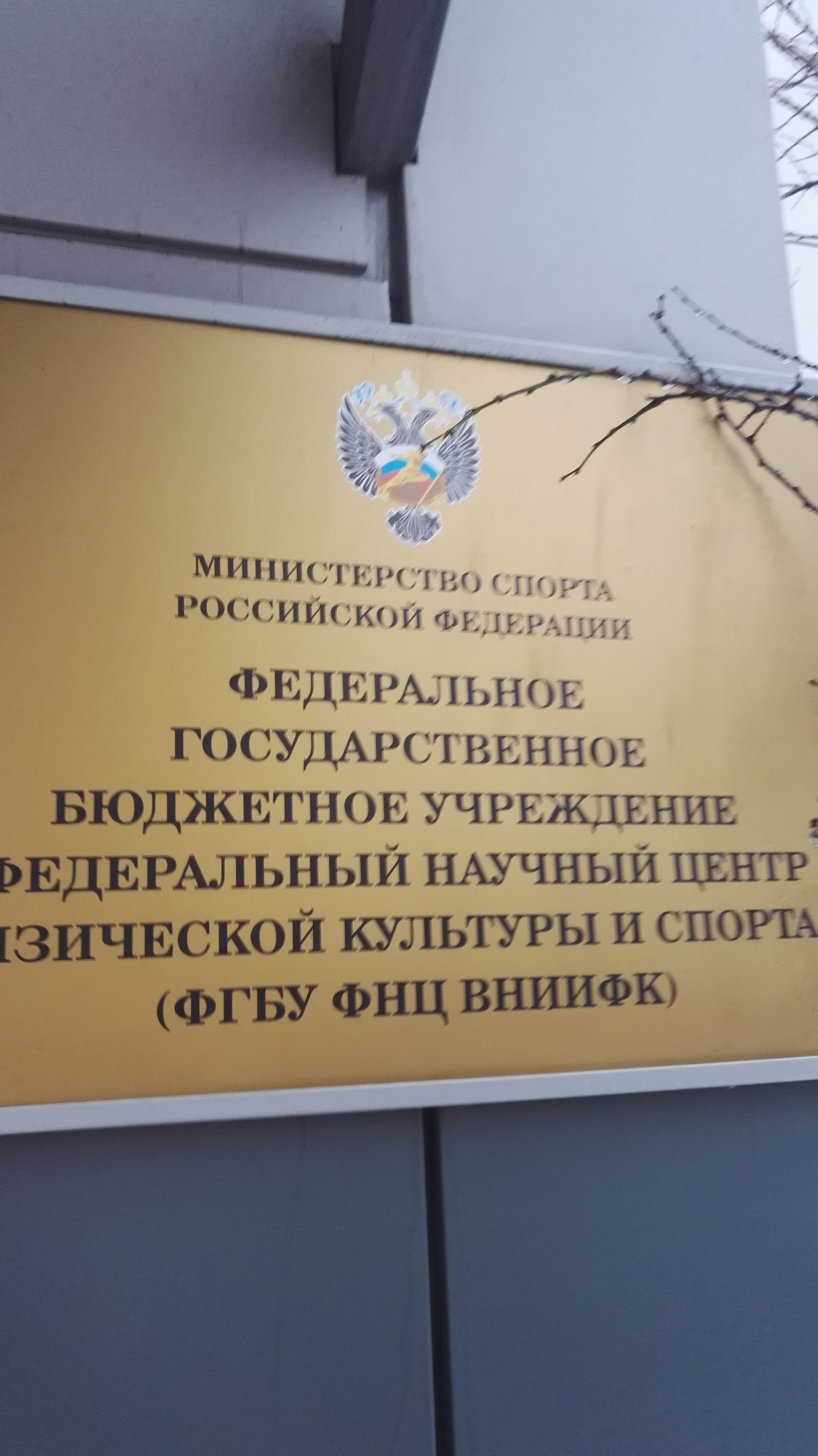
Табличка с названием института

- Центр информационно-методического обеспечения физической культуры и спорта;
- Центр современных технологий подготовки спортсменов в циклических видах спорта;
- Центр системы подготовки в спортивных единоборствах;
- Центр инновационных методов оценки функционального состояния спортсменов;
- Центр медико-биологического обеспечения подготовки высококвалифицированных спортсменов.

Институт издаёт журнал «Вестник спортивной науки».
В институте работает 2 диссертационных совета.